# Carmen Sallés y Barangueras
Carmen Sallés y Barangueras, RCM, řeholním jménem Marie z hory Karmel (9. dubna 1848, Vic – 25. července 1911, Madrid) byla španělská římskokatolická řeholnice, zakladatelka a členka kongregace Koncepčních vyučujících misionářek. Katolická církev ji uctívá jako světici.

## Život
Narodila se dne 9. dubna 1848 ve španělském městě Vic jako druhé z deseti dětí Josému Sallésovi y Vall a Francisce Barangueras y del Planell. Roku 1864 oznámila svou touhu stát se řeholnicí a přesvědčila své zbožné rodiče, aby zrušili její dohodnutý sňatek. Připojila se k Řádu Společnosti Panny Marie a zahájila v něm v Barceloně svůj noviciát.
Jako řeholnice se s dalšími členkami řádu starala o ženy, které propadly prostituci, nebo se staly oběťmi násilných trestných činů. Roku 1870 však ještě v době noviciátu z řádu vystoupila a dne 8. května 1871 vstoupila do kongregace Dominikánek Zvěstování a v srpnu roku 1872 zde složila doživotní řeholní sliby.
Po nějaké době se rozhodla založit novou ženskou řeholní kongregaci. Kongregaci Koncepčních vyučujících misionářek pak založila dne 22. února 1892 v Burgosu a následně do ní spolu s dalšími řeholnicemi sama přestoupila. Kongregace má za cíl péči, výuku a výchovu mládeže tak, aby se předešlo jejich morální degradaci. Dne 7. prosince 1892 obdržela kongregace diecézní potvrzení o svém založení.
Zemřela dne 9. dubna 1911 v Madridu.

## Úcta
Její beatifikační proces započal roku 1990. Dne 17. prosince 1996 ji papež sv. Jan Pavel II. podepsáním dekretu o jejích hrdinských ctnostech prohlásil za ctihodnou. Dne 18. prosince 1997 byl uznán první zázrak na její přímluvu, potřebný pro její blahořečení.
Blahořečena pak byla dne 15. března 1998 na Svatopetrském náměstí papežem sv. Janem Pavlem II. Dne 19. prosince 2011 byl uznán zázrak na její přímluvu, potřebný pro její svatořečení. Svatořečena pak byla dne 21. října 2012 na Svatopetrském náměstí papežem Benediktem XVI.
Její památka je připomínána 6. prosince. Bývá zobrazována v řeholním oděvu. Je patronkou jí založené kongregace.